# Гусев, Иван Алексеевич (Герой Советского Союза)
Иван Алексеевич Гусев (1918-1945) — старший сержант Рабоче-крестьянской Красной Армии, участник Великой Отечественной войны, Герой Советского Союза (1945).

## Биография
Иван Гусев родился 29 октября 1918 года в селе Куракино (ныне — Сердобского района, Пензенская область) в крестьянской семье. Получил начальное образование. В 1938 году Гусев был призван на службу в Рабоче-крестьянскую Красную Армию. С февраля 1943 года — на фронтах Великой Отечественной войны. К январю 1945 года старший сержант Иван Гусев командовал орудием 362-го артиллерийского полка 106-й стрелковой дивизии 3-й гвардейской армии 1-го Украинского фронта. Отличился во время освобождения Польши.
26 января 1945 года, когда огневая позиция батареи подверглась контратаке вражеских войск численностью около 900 солдат и офицеров противника, расчёт Гусева первым стал вести огонь по противнику. В бою погиб почти весь расчёт. Гусев получил ранение, но поля боя не покинул. Когда иссяк запас снарядов, он продолжал вести огонь из автомата и кидать гранаты, уничтожив несколько десятков немецких солдат и офицеров. В том бою Гусев погиб. Похоронен в братской могиле в населённом пункте Пташково.

Герой Советского Союза И. А. Гусев

Указом Президиума Верховного Совета СССР от 27 июня 1945 года старший сержант Иван Гусев посмертно был удостоен высокого звания Героя Советского Союза. Также был награждён орденами Ленина, Отечественной войны 2-й степени и Красной Звезды.